# 星野平壽
星野 平壽（ほしの　へいじゅ、1924年（大正13年）4月14日 - 2005年（平成17年）5月2日）は、第3代東京都小金井市長。

## 来歴・人物
東京府北多摩郡小金井村(小金井町を経て、現在の東京都小金井市)生まれ。1958年（昭和33年）日本大学法学部を卒業。卒業後は小金井町役場に入り、小金井市建設部長、ロータリークラブ役員などを務めた。
1979年（昭和54年）自民党・公明党・民社党・新自由クラブ推薦で市長に初当選。1981年（昭和56年）女性同伴出張問題で市議会の激しい追及を浴びて、同年2月17日市長の星野に対する不信任決議が可決。27日に市議会を解散したが、改選後の市議会でも再度不信任されることが確実になったことから4月15日に辞任を表明、同年5月8日付で市長を辞職した。